# Mike Byrne
Michael "Mike" William Byrne, född 6 februari 1990 i Portland i Oregon, är en amerikansk trummis. Byrne var medlem i rockgruppen The Smashing Pumpkins 2009–14 och medverkade på albumen Teargarden by Kaleidyscope och Oceania.
Den 13 juni 2014 meddelade gruppens frontfigur Billy Corgan att Byrne nyligen hade hoppat av.

## Bakgrund
Byrne växte upp i Portland-förorten Beaverton med föräldrarna Eric och Chris Byrne samt systern Elise Byrne. Han började spela trummor regelbundet vid 12 års ålder.

## Influenser
Byrne har influerats av bland andra The Cure, Maserati, Maps and Atlases och Pelican.